# Marie-Dominique Nenna
Marie-Dominique Nenna, née le 27 juin 1962 , est une archéologue française,spécialiste en particulier de la verrerie.

## Biographie
De 1987 à 1994, elle a été membre, puis bibliothécaire de l'École française d'Athènes. Elle est ensuite entrée au CNRS, où elle est actuellement Directrice de recherche.
Collaborant avec Jean-Yves Empereur au sein du Centre d'études alexandrines, elle a participé activement aux fouilles entreprises lors de la découverte de Nécropolis, la cité des morts d'Alexandrie.
En 2015, elle lui succède à la direction du CEAlex, puis, en 2021, elle est remplacée par Thomas Faucher.
Membre de l'Association française d'archéologie du verre (AFAV), elle a été présidente de l'Association internationale pour l'histoire du verre (AIHV) de 2003 à 2012.
Elle a reçu la médaille d'argent du CNRS 2018.

## Distinctions
- Chevalière de la Légion d'honneur (14 avril 2017)[2].
- Médaille d'argent du CNRS (2018)[1].